# Martina Reuter
Martina Reuter (* 11. Dezember 1979 in Wien) ist eine österreichische Fernsehmoderatorin und Modejournalistin.

## Werdegang und Wirken
Martina Reuter besuchte von 1995 bis 1999 eine Höhere Lehranstalt für Mode und Bekleidungstechnik in Wien und absolvierte anschließend mehrere Volontariate in Bayern. Von 2001 bis 2007 übernahm sie die Stylingleitung beim deutschen Privatfernsehsender ProSieben im bayerischen Unterföhring. Parallel dazu moderierte sie von 2006 bis 2008 die Rubrik Hip Highlights im TV-Magazin Hi Society des österreichischen Privatfernsehsenders ATV.
Von 2007 bis 2012 war Martina Reuter TV-Redakteurin des Münchner TV-Produktionsunternehmens South & Browse, ehe sie 2012 in die PR-Branche einstieg (PR Agentur ReuterRichterMedia, München). Von 2014 bis 2017 trat Reuter als „Style-Expertin“ in der Sendung Servus am Morgen des österreichischen Privatfernsehsenders Servus TV auf. Seit 2017 ist sie selbständige Modejournalistin und „Style-Expertin“ und als solche regelmäßig zu Gast etwa beim österreichischen öffentlich-rechtlichen Radiosender Radio Wien, beim Shopping-Radio Jö.live mit der Rubrik Fashioncouch bei Radio Arabella und Welle 1 sowie als Mode-Expertin in der ORF-Frühstücksfernsehsendung Guten Morgen Österreich. Daneben ist sie Moderatorin des deutschen Teleshopping-Kanals HSE.
Seit dem 28. August 2022 gehört sie zum erweiterten Moderationsteam des Sat.1-Frühstücksfernsehens.
Im März 2023 nahm Reuter an der ORF-Tanzshow Dancing Stars teil und belegte dabei den letzten Platz.

## Publikationen
- Meine Styling-Geheimnisse, Carl Ueberreuter Verlag, Wien 2022, ISBN 978-3-8000-7789-2
- Curvy me: Die besten Styling-Tipps für Curvies, Carl Ueberreuter Verlag, Wien 2023, ISBN 978-3-8000-7831-8